# Сунион
Сунион или Сунио (на гръцки: Σούνιο) е нос на брега на Егейско море.
Сунион е бил населен от древни времена и още в древността е бил свещено място, център на два култа – Атина и Посейдон, които винаги са се състезавали за владението на Атика. Районът е бил обитаван от рибари и земеделци, а останките от техните каменни сгради все още са запазени.

## Разположение
Разположен е в Гърция, на 69 km югоизточно от центъра на град Атина, и е най-южната точка на полуостров Атика. На нос Сунион се намират останките на храм на древногръцкия бог Посейдон, които са популярна туристическа забележителност.

## Значение
Сунион е важен стратегически преден пост на Атина, нещо като огромна наблюдателна кула с видимост от три страни на света и на много десетки километри. Той контролира морските пътища към Егейско море, към Пирея, главното пристанище, както и към полуостров Сунион, на който се намира планината Лавър със сребърни мини, благодарение на които Атина през V в. пр.н.е. при Перикъл става център на елинския свят. Районът на планината Лаври се е наричал Лавриотика. По време на Пелопонеската война, когато Спарта успява да прекъсне сухопътните комуникации между Атина и остров Евбея, Сунион започва да играе стратегическа роля в доставките на евбейско зърно и за защитата на лаврийските сребърни мини.